# Hans Müller (Regisseur)
Hans Müller (* 19. April 1909 in Lüdenscheid; † 17. Februar 1977 ebenda) war ein deutscher Regisseur.

## Leben
Bereits als Schüler interessierte sich Müller, Sohn eines Drogisten, für Fotografie und für das damals noch recht neue Medium Film. Er besuchte häufig das Kino und interessierte sich dabei auch für den Vorführraum. Später besuchte er in Berlin das Lette-Haus mit seinen Ausbildungsstätten für Optik, Film- und Fototechnik.
Im Anschluss an einen Dokumentarfilm über seine Heimatstadt Lüdenscheid und Aufnahmen für die Wochenschau ging Müller 1933 nach Berlin und arbeitete bei der UFA als Regieassistent in über einem Dutzend von Filmen, u. a. unter den Regisseuren Werner Hochbaum und Arthur Maria Rabenalt. 1944 erschien bei der UFA-Tochtergesellschaft Terra-Filmkunst sein erster selbstinszenierter Film Aufruhr der Herzen mit Lotte Koch, Rudolf Prack und O. E. Hasse in den Hauptrollen. Nach dem Ende des Zweiten Weltkrieges, als die Berliner Studios größtenteils zerstört waren, drehte er mit Käthe Haack, Paul Dahlke und Lutz Moik unter anderem auf Burg Altena den Film Und finden dereinst wir uns wieder….
Nachdem in Berlin, Hamburg und München die Filmstudios wieder aufgebaut waren, folgten unter anderem 1-2-3 Corona (1948) mit Eva-Ingeborg Scholz, Hafenmelodie (1949) mit Kirsten Heiberg, Das Mädchen aus der Südsee (1950) mit Hardy Krüger und Ingeborg Hauff, Gift im Zoo (1951) mit Carl Raddatz und Ernst Schröder, Lockende Sterne (1952) mit Ilse Steppat, Rudolf Prack und Paul Dahlke, Carola Lamberti – Eine vom Zirkus (1954) mit einem Comeback von Henny Porten. Sein größter Erfolg war nach eigener Einschätzung die Verfilmung der Oper Zar und Zimmermann (1956) für die DEFA, dem ein weiterer Operettenfilm, Mazurka der Liebe (1957), folgte. Mit seinem letzten Kinofilm Drillinge an Bord mit Heinz Erhardt feierte Müller noch einmal einen großen Publikumserfolg.
Ab 1960 wandte sich Müller dem Fernsehen zu. Er setzte seine Zusammenarbeit mit Erhardt durch einige kürzere Spielfilme fort. Er verfilmte mit Hans-Joachim Kulenkampff Münchhausens Abenteuer und führte bei den Serien Spedition Marcus und Die Kramer mit Barbara Rütting genauso Regie, wie in der Kriminalreihe Butler Parker mit Dirk Dautzenberg. 1972/73 verfilmte Müller in Italien Das achte Madrigalbuch von Claudio Monteverdi unter der musikalischen Leitung von Nikolaus Harnoncourt.
Loriot, der bei Hans Müller im Atelier hospitiert haben soll, wurde von dessen Namen und Geburtsstadt zu seiner Comicfigur „Herr Müller-Lüdenscheidt“ im Sketch Herren im Bad angeregt.
Hans Müller starb im Alter von 67 Jahren und wurde auf dem neuen evangelischen Friedhof seiner Heimatstadt beigesetzt.

## Filmografie

### Kinofilme
- 1944: Aufruhr der Herzen
- 1947: Und finden dereinst wir uns wieder…
- 1948: 1-2-3 Corona
- 1949: Hafenmelodie
- 1950: Bürgermeister Anna
- 1950: Das Mädchen aus der Südsee
- 1952: Gift im Zoo
- 1952: Lockende Sterne
- 1954: Carola Lamberti – Eine vom Zirkus
- 1956: Zar und Zimmermann
- 1957: Mazurka der Liebe
- 1959: Drillinge an Bord

### Fernsehproduktionen
- 1962: Willi Winzig (Kurzfilm, 40 Minuten)[4]
- 1962: Der Kurpfuscher (Kurzfilm, 40 Minuten)[5]
- 1965: Münchhausen ist unter uns (zweiteilige Mini-Serie)[6]
- 1968: Spedition Marcus (Fernsehserie)
- 1969: Die Kramer (Fernsehserie)
- 1972: Butler Parker (Fernsehserie)

### Musikfilm
- 1973: Das achte Madrigalbuch des Claudio Monteverdi[7]